# Сааведра, Манола
Манола Сааведра Морено исп. Manola Saavedra Moreno (29 июня 1936, Валенсия, Испания — 25 августа 2012, Акапулько-де-Хуарес, Мексика) — мексиканская актриса театра и кино, журналистка, певица, редактор и телеведущая.

## Биография
Родилась 29 июня 1936 года в Валенсии в семье подполковника и прапорщика Анхеля Сааведры и Марии Морено Кастро. В 1938 году в возрасте двух лет вместе с родителями переехала в Мехико в качестве испанских беженцев, где она окончательно поселилась. В 1954 году актриса получила мексиканское гражданство. В мексиканском кинематографе дебютировала в 1957 году и вплоть до 2005 года снялась в 13 работах в кино и телесериалах. В мексиканском театре сыграла ряд главных ролей. Актриса также занималась пением и выступала в музыкальной группе Poesía en Voz Alta, а также вела ряд телепередач на мексиканском телевидении, и работала журналисткой в ряде газет и журналов. В 1980 году после развода, она переехала из Мехико в Куэрнаваку, создала там художественную галерею и много лет руководила ею. Позже она возглавила журнал Claudia и была директором данного журнала, параллельно с этим, она редактировала несколько книг по искусству.

### Последние годы жизни
В 2001 году актриса заболела эмфиземой лёгких и боролась с этой болезнью 11 лет, но увы, пошли метастазы и возникли новые проблемы с лёгкими.
Скончалась 25 августа 2012 года в Акапулько-де-Хуаресе от удушья, которое спровоцировала бронхопневмония.

## Личная жизнь
Манола Сааведра в 1962 году вышла замуж за бизнесмена Фабиана Альдама Чавеса и родила троих детей — Артуро, Габриэлу и Манолу. Однако личная жизнь не сложилась, супруги в 1980 году развелись. 

## Фильмография

### Телесериалы
- 1960 — Моя любовь наедине с прошлым

### Фильмы
- 1957 —
  - Болеро — Ракель.
  - Болото душ — Хульета.